# Chopiona
Chopiona, (zdrobniale: chopionka) – w gwarze śląskiej oznacza kobietę chodzącą w śląskim stroju ludowym, "po chłopsku". Nazwa wskazuje na stanowy zasięg ubioru.
Początkowo przynależny tylko warstwie chłopskiej, później w czasach industrializacji odnosił się do żon robotników i górników kultywujących w większości tradycje wyniesione ze śląskiej wsi. W odróżnienie od innych regionów uprzemysłowionych, na Górnym Śląsku nie wykształciła się typowa kultura robotnicza. Do powstających osad przemysłowych napływała ludność homogeniczna wiejska, przenosząc pełny zestaw tradycji wiejskich, będących zarazem wyznacznikiem etniczno-stanowo-kulturowym w opozycji do niemieckiej kultury mieszczańskiej.
Podmiejskie osady przemysłowe wyrastały obok istniejących wsi, a częściej były to wsie szybko urbanizujące się. Miejscowa kultura ludowa rozwijała się w oparciu o najbliższe środowisko wiejskie. Jedynie świąteczny ubiór mężczyzn był zróżnicowany w zależności od wykonywanego zawodu. Rolnicy (siedloki, siodłoki) w uroczystościach kościelnych i państwowych paradowali w strojach chłopskich, a górnicy i hutnicy w galowych przynależnych do zawodu. Wśród kobiet nie było zróżnicowania. Żony rolników i robotników nosiły ten sam ubiór chłopski.